# Les Gamins (film)
Pour les articles homonymes, voir Les Gamins.
Pour plus de détails, voir Fiche technique et Distribution.
Les Gamins est un film français d'Anthony Marciano, sorti en 2013.

## Synopsis
Thomas est un jeune homme qui rêve de faire carrière dans la musique. Gilbert quant à lui est le futur beau-père de Thomas, marié à Suzanne depuis 30 ans et père de Lola, la fiancée de Thomas. Lassé de sa vie de couple plan-plan, Gilbert décide un jour de partir refaire sa vie, entraînant Thomas avec lui pour lui éviter de sombrer dans la même routine. Cette nouvelle vie de gamins va leur permettre de vivre la vie sous un nouveau jour, sans les soucis du quotidien, mais aussi de s'en créer d'autres.

## Fiche technique
- Réalisation : Anthony Marciano
- Scénario : Max Boublil et Anthony Marciano, avec la collaboration de Noé Debré et la participation de Mona Achache
- Musique : Anthony Marciano
- Décors : Marie Cheminal
- Montage : Virginie Bruant et Samuel Danési
- Photographie : Jean-Paul Agostini
- Son : Frédéric De Ravignan, Stéphane Brunclair, Cyril Holtz
- Production : Simon Istolainen et Alain Goldman
- Sociétés de production : Peopleforcinema Productions, Légende
- Société de distribution : Gaumont
- Pays de production :  France
- Langue originale : français
- Genre : comédie
- Budget : 8 300 000 €
- Dates de sorties[1]
  - France, Suisse : 17 avril 2013
  - Belgique : 24 avril 2013
  - Canada : 17 mai 2013
- Dates de première diffusion télévisée :
  - France (crypté) : 2 mai 2014 à 20 h 55 sur Canal+[2]
  - France (clair) : 17 janvier 2016 à 20 h 55 sur TF1[3]

## Distribution
- Alain Chabat : Gilbert
- Max Boublil : Thomas
- Sandrine Kiberlain : Suzanne
- Mélanie Bernier : Lola
- Arié Elmaleh : Carl
- Elisa Sednaoui : Irène
- Alban Lenoir : Romain
- François Dunoyer : Claude
- Sébastien Castro : Dédé
- Nicolas Briançon : Bruno
- Kheiron : Reza Sadeki
- Grégoire Bonnet : Le patron de Thomas
- Mélusine Mayance : Mimi Zozo
- Nicolas Beaucaire : l'exposant de vin
- Iggy Pop : lui-même
- Patrick Bruel : l'agent immobilier qui ressemble à Patrick Bruel
- Jean-Philippe Puymartin : Alain
- Stéphane Bak : le vendeur de drogue du supermarché
- Thomas Solivérès : Abdelkader (le dealer)
- Claire Chazal : elle-même
- Bachir Saïfi : un sourd
- Joséphine Draï : femme bureau Carl
- Louise Chabat : une collègue de Lola
- Stéphane Custers : Jean Marie
- Arnaud Vallens : délégué

## Production

### Tournage
Le film a été tourné :
- À Paris dans les 1er, 3e, 4e, 5e, 8e, 15e et 16e arrondissement
- Dans les Yvelines, à Neauphle-le-Vieux, Andrésy, Jouars-Pontchartrain
- Dans les Hauts-de-Seine, à Bois-Colombes
- Au Maroc, à Marrakech

## Bande originale
Les musiques du film sont chantées par la chorale de la St. John's International School.
- Forever Young d'Alphaville.
- Try de Pink.
- Wind Song de Revolver.
- Good Feeling de Flo Rida.
- Toi + moi de Grégoire.
- Je te donne de Jean-Jacques Goldman.
- Lust for Life d'Iggy Pop.

## Accueil

### Accueil critique
La réception critique du film a été plutôt positive, avec une moyenne de 3,4/5 proposé par le site Allociné à partir de 20 titres de presse. 
- Dans Le Parisien[5], Alain Grasset écrit « Une vie de « grands gamins » pour le duo Chabat-Boublil qui accumule les aventures plus désopilantes les unes que les autres. Chabat, 54 ans, est énorme dans les Gamins. [...]  Les Gamins, aux dialogues ciselés et percutants, dynamités par une BO d’enfer, réservent aussi de bonnes surprises, comme le rocker Iggy Pop dans son propre rôle. »
- Dans Les Inrockuptibles[6], Romain Blondeau commente « Avec le chanteur-comique Max Boublil (assez bon dans la retenue) et Alain Chabat dans les rôles principaux, cette bromance française bien écrite et rythmée puise dans le cinéma d’Apatow une certaine modernité de traits, un sens de la vanne ciselée et des seconds rôles soignés (Sandrine Kiberlain ou l’excellent Kheiron). Il lui manque pourtant l’essentiel de son modèle américain : une profondeur des caractères ou une sensibilité qui le distingue toujours de la simple farce régressive à laquelle ces Gamins n’échappe pas tout à fait. »
- Dans Télérama[7], Jacques Morice écrit « C'est souvent drôle, sur l'insatisfaction et les pulsions régressives. Les deux compères ont bien fait de choisir Chabat comme sorte de parrain. Voir l'ex des Nuls se (re)mettre au roller et à la batterie, flamber dans les boîtes et s'enthousiasmer pour un rien comme un gamin procure un plaisir immédiat. [...]  Le côté romantique est nettement plus convenu. Dans ce délire régressif, les filles sont un peu pénalisées, à part Sandrine Kiberlain, savoureuse en néo-hippie. Plutôt un film de mecs, donc, mais suffisamment chargé d’auto-dérision pour plaire à tous. »
- Dans FilmsActu[8], Marine Le Gohebel nuance « Si certains ne trouveront ici qu'une énième comédie semblable aux précédentes, tantôt fade et surannée, les amateurs de l'humour de Max Boublil et d'Alain Chabat jubileront durant ces 90 minutes de sketches enchaînés à bâtons rompus, conquis par la complicité communicative du duo de cette comédie plaisante et légère. »
- Dans Le Monde[9], Thomas Sotinel critique : « On peut bien sûr brandir la morale lénifiante qui conclut cette comédie pour démontrer que l'humour atterrant qui en a constitué l'essentiel n'était là que pour tourner en dérision les deux mâles qui en sont les personnages principaux. La défense est un peu facile, et la réconciliation finale, entre hommes et femmes, entre égoïstes et altruistes, entre employés modèles et artistes bohèmes, ne suffit pas pour enlever les relents pénibles que laisse le passage de ces Gamins. »

### Box-office
| Semaine du           | Entrées | Cumul     |
| -------------------- | ------- | --------- |
| 17 avril au 23 avril | 462 231 | 479 479   |
| 24 avril au 30 avril | 391 607 | 871 086   |
| 1er mai au 7 mai     | 260 000 | 1 131 086 |
| 8 mai au 14 mai      | 222 891 | 1 361 807 |
| 22 mai au 28 mai     | 52 747  | 1 581 203 |
| 29 mai au 4 juin     | 26 098  | 1 607 301 |

- France 1 647 260 entrées (12 semaines à l'affiche)[11].

Sorti le 17 avril 2013, Les Gamins a rassemblé 462 231 spectateurs en première semaine, en étant distribué dans 508 salles. En huit semaines, le film a engrangé 10 431 770 € de recettes.